# Hans-Martin Maurer
Hans-Martin Maurer (* 22. Juni 1929 in Hattenhofen; † 3. Januar 2025) war ein deutscher Historiker und Archivar.

## Leben
Als Pfarrerssohn in Hattenhofen bei Göppingen geboren und aufgewachsen, studierte er Geschichte, Latein und Geografie an den Universitäten Tübingen und Göttingen. In Tübingen wurde er Mitglied der Studentenverbindung AV Nicaria im SB. 1956 promovierte er mit einer Arbeit über Die landesherrliche Burg in Wirtemberg im 15. und 16. Jahrhundert. Ab 1957 arbeitete er als Archivar in wechselnden Einrichtungen, von 1961 bis 1994 im Hauptstaatsarchiv Stuttgart, das er von 1974 bis zu seiner Pensionierung 1994 leitete.
Ehrenamtlich wirkte er von 1969 bis 1982 im Arbeitskreis für Landes- und Ortsgeschichte im Verband der Württembergischen Geschichts- und Altertumsvereine. Von 1981 bis 2001 war er Vorsitzender des Württembergischen Geschichts- und Altertumsvereins. Maurer arbeitete über einen langen Zeitraum in der Kommission für geschichtliche Landeskunde in Baden-Württemberg mit, zu dessen Vorstand er von 1980 bis 2014 gehörte. Er war Mitglied der Vereinigung für Verfassungsgeschichte.

## Wirken
Hans-Martin Maurer verkörperte das Bild des „Historiker-Archivars“, das auf einer engen Verbindung der archivischen Arbeit mit der historischen Forschung beruht. Über 200 Publikationen mit Forschungsergebnissen vor allem in den Bereichen Burgenbau im Mittelalter, Reformation, Bauernkrieg, altwürttembergische Verfassungsgeschichte, Geschichte der Grafen, Herzöge und Könige von Württemberg sowie die Anfänge der Geschichtsvereine in Südwestdeutschland gehen auf ihn zurück. Bei den Historikern gilt Maurer als derjenige, der die Kategorie der Adelsburg prägte. Geografisch befassen sich die meisten Werke Maurers vor allem mit dem Gebiet des heutigen Süd- und Südwestdeutschlands.
Auch als Herausgeber wirkte er in vielfältiger Weise: Unter anderem betreute er mehrere Jahre lang die Zeitschrift für Württembergische Landesgeschichte und edierte die Schriftenreihe Lebendige Vergangenheit.

## Schriften (Auswahl)
- Die landesherrliche Burg in Wirtemberg im 15. und 16. Jahrhundert. Studien zu den landesherrlich-eigenen Burgen, Schlössern und Festungen (= Veröffentlichungen der Kommission für geschichtliche Landeskunde in Baden-Württemberg. Reihe B: Forschungen. Bd. 1), W. Kohlhammer, Stuttgart 1958.
- Bauformen der hochmittelalterlichen Adelsburg in Südwestdeutschland. In: Zeitschrift für die Geschichte des Oberrheins (ZGO), Bd. 115 (NF 76) (1967), S. 61–116.
- Die Entstehung der hochmittelalterlichen Adelsburg in Südwestdeutschland. In: ZGO, Bd. 117 (NF 78) (1969), S. 297–332.
- Burgen. In: Württembergisches Landesmuseum Stuttgart (Hrsg.): Die Zeit der Staufer. Geschichte – Kunst – Kultur, Katalog der Ausstellung, Bd. 3: Aufsätze, Stuttgart 1977, S. 119–128.
- Der Hohenstaufen. Geschichte der Stammburg eines Kaiserhauses, Konrad Theiss, Stuttgart und Aalen 1977, ISBN 3-8062-0163-3.
- Wie sah die Stammburg der Staufer aus? In: Gesellschaft für staufische Geschichte (Hrsg.): Die Staufer (= Schriften zur staufischen Geschichte und Kunst. Bd. 9), Göppingen 2000, ISBN 3-929776-11-1, S. 13–15.
- Herzog Friedrichs I. Klostergründung in Lorch. In: Gesellschaft für staufische Geschichte (Hrsg.): Friedrich I. (1079–1105). Der erste staufische Herzog (= Schriften zur staufischen Geschichte und Kunst. Bd. 26), Göppingen 2007, S. 112–133.